# Cecilia Hijón
Cecilia Hijón López-Loriente (Santa Cruz de la Zarza, Toledo, 1913 -  Monóvar, 1998), conocida como Cecy, fue una diseñadora de vestuario, ilustradora y pintora española.

## Trayectoria
Sus padres, Cecilia López-Loriente y Jesús Hijón, decidieron trasladarse a Madrid para proporcionar a sus hijos una educación, lo que permitió que Cecilia acudiera al Liceo Francés. Tras unos estudios brillantes y por su inclinación al dibujo, ingresó en la Escuela de Artes y Oficios de Madrid, donde consiguió un diploma extraordinario en todos los cursos y finalizó a los 16 años la titulación de profesora de dibujo y artes decorativas.
Comenzó a hacer figurines para zarzuela y opereta. Su cuñado, el tenor Delfín Pulido tenía una amplia relación con el maestro Jacinto Guerrero en cuya compañía del teatro Coliseum de Madrid aparecía. Hijón realizó 300 figurines para la revista Hip Hop Hurra. También colaboró para la revista Aló, Holliwood junto a la diseñadora María Rosa Bendala. En 1935, colaboró en la ilustración gráfica de la revista Cartel donde también trabajaba la ilustradora Amparo Brime. Ese mismo año, presentó a la revista Blanco y Negro tres dibujos, de trazos firmes y bien delineados, con un cromatismo limpio y plano, geometrizante al estilo art déco.
Tras la guerra civil española, realizó los diseños para la revista musical Yola de Celia Gámez que estrenó en 1941 en el Teatro Eslava de Madrid. También elaboró los dibujos para la zarzuela La zapaterita del maestro Francisco Alonso que se estrenó en el Teatro Calderón. Durante un tiempo trabajó como locutora en la revista radiofónica semanal Ráfagas de Radio Madrid presentando la sección de modas.
Al casarse con Francisco Verdú Mora, se trasladó a vivir a Monóvar donde desarrolló su actividad artística, así en 1941 participó en la Exposición de arte, artesanía e industria organizada por la Sociedad Cultural Casino de Monóvar, y las pinturas de las columnas de yeso del retablo de la ermita Nuestra Señora de Fátima son suyas.
En 1950, en colaboración con Virginia Pulido, realizó unos figurines de la zarzuela La princesa de Tangaráh, obra del maestro Gravina con libreto de Delfín Pulido que se estrenó en el Teatro Fuencarral de Madrid.
Formó el Grupo Artístico Azorín en 1964. En 1991, escribió e ilustró el cuento Cabecita de ajos.

## Exposiciones
- En 1962 expuso individualmente en Monóvar.[10]

- En 1971 participó en la Exposición de pintura femenina organizada por el Círculo Medina de la Sección Femenina de Falange Española celebrada en Alicante.[10]

- En 2019, sus ilustraciones figuraron en la exposición Dibujantas, pioneras de la Ilustración en el Museo ABC.[11]